# 1543 en science
| Années de la science : 1540 - 1541 - 1542 - 1543 - 1544 - 1545 - 1546    |
| Décennies de la science : 1510 - 1520 - 1530 - 1540 - 1550 - 1560 - 1570 |

Cet article présente les faits marquants de l'année 1543 en science.

## Événements
- 1er novembre : réouverture de l'université de Pise. Le premier jardin botanique est fondé à Pise par le botaniste Luca Ghini[1].

- L'anatomiste André Vésale procède à une dissection publique du corps de Karrer Jakob von Gebweiler, un meurtrier célèbre de la ville de Bâle, en Suisse. Avec l’aide du chirurgien Franz Jeckelmann, il rassemble les os et, enfin, fait don du squelette à l’université de Bâle. Cette préparation (« le squelette de Bâle ») est la plus vieille préparation anatomique du monde, toujours exposée au musée anatomique de l'université de Bâle[2].
- Mise en service du phare de Gênes[3].

## Publications

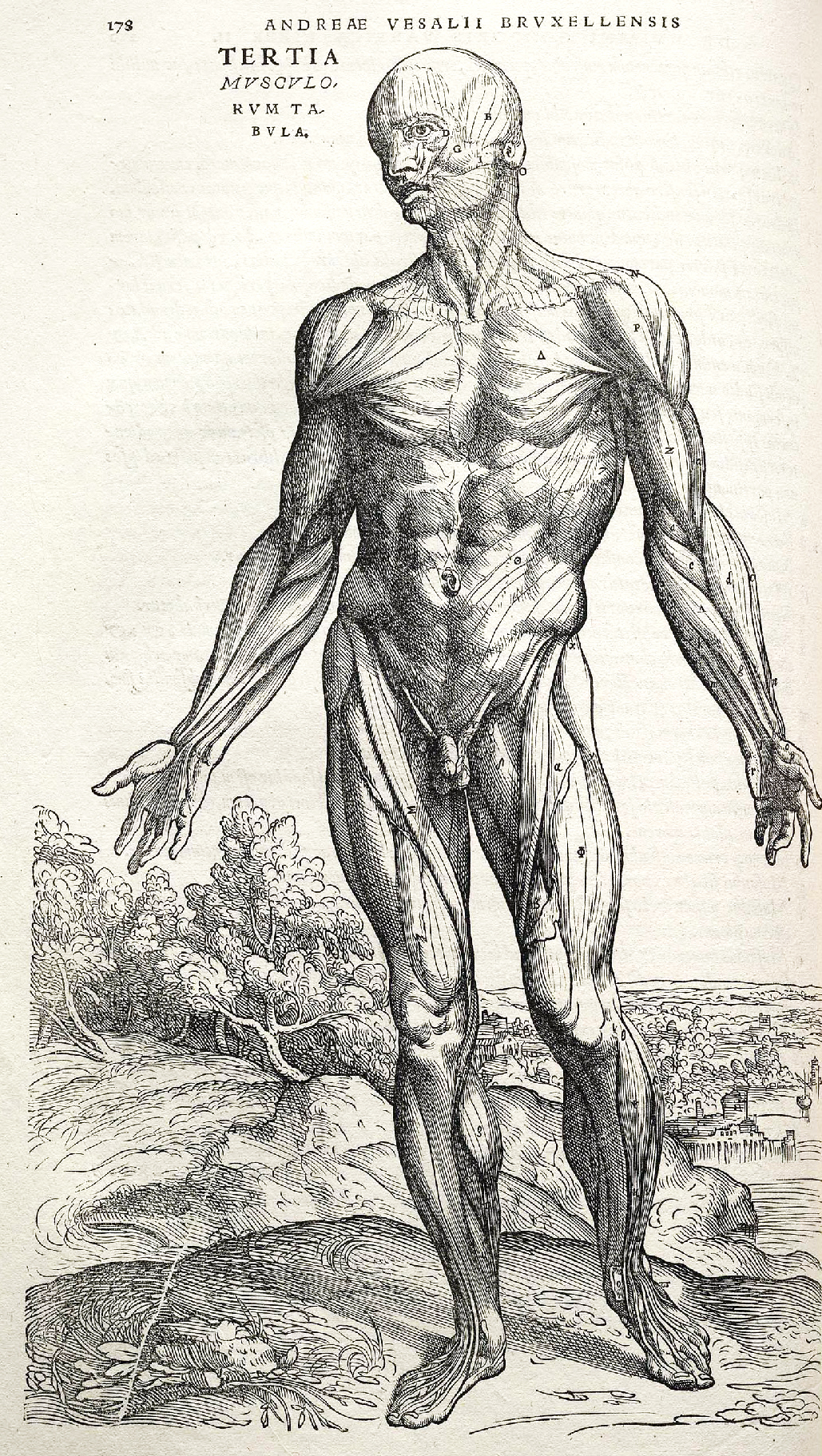
Planche de De humani corporis fabrica

- Nicolas Copernic : Nicolai Copernici Torinensis De Revolutionibus Orbium Coelestium Libri VI,  exposant le système héliocentrique. Il est le premier à avoir proposé un modèle dans lequel le Soleil était fixe au centre de l'Univers, les planètes décrivant une trajectoire qu'il pensait circulaire ;
- Francesco Maurolico : Cosmographia, 1543 ;
- Niccolo Fontana Tartaglia :
  - L'Euclide Megarese, Venise, 1543, traduction des Éléments d'Euclide en italien.
  - Le opera Archimedis, 1543,
- Andreas Vesalius : De humani corporis fabrica, traité d'anatomie, qui corrige les erreurs les plus flagrantes de Galien et met fin au galénisme en vigueur depuis 1000 ans. Il est le premier sans doute à pratiquer la dissection des cadavres ;
- Jan Ympyn Christoffels : Nouvelle instruction de la très excellente science du livre de compte, premier traité de comptabilité en langue française publié à Anvers.
- Robert Recorde : The Grounde of Artes, teachings the Worke and Practise, of Arithmeticke, both in whole numbers and fractions, premier livre en anglais sur l'algèbre.

## Naissances
- Costanzo Varolio (mort en 1575), anatomiste italien.

## Décès

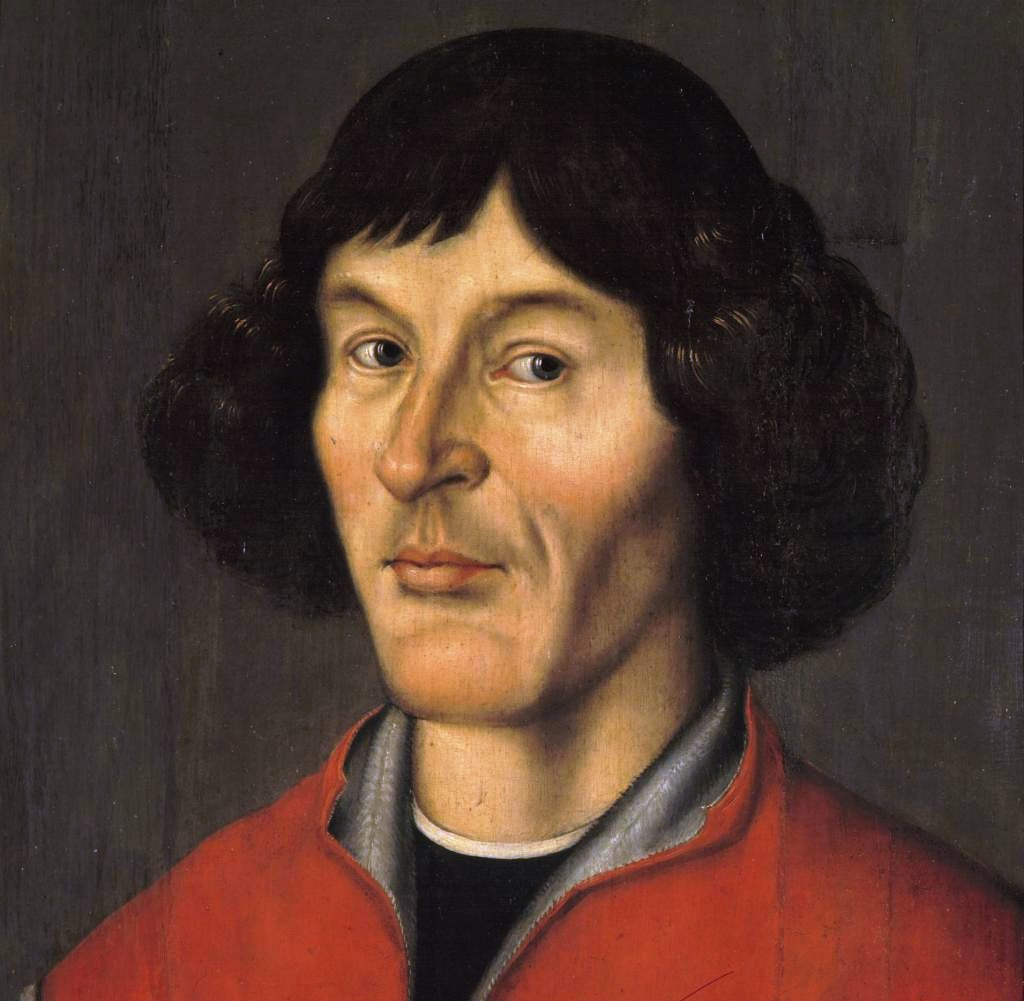
Nicolas Copernic

- 3 janvier : João Rodrigues Cabrilho (né en 1499), explorateur portugais.
- 24 mai : Nicolas Copernic (né en 1473), astronome polonais, grâce à qui l'héliocentrisme s'est définitivement imposé ; aussi chanoine et médecin.